# Subtilisine
Subtilisines of subtilisineproteasen zijn enzymen uit de proteasegroep, dat wil zeggen eiwitafbrekende enzymen, en meer bepaald serineproteasen. Ze zijn van bacteriële oorsprong. De naam verwijst naar de bacterie Bacillus subtilis, waaruit de eerste subtilisine werd verkregen. Later zijn er nog meer subtilisines en subtilisine-achtige enzymen geïsoleerd uit andere bacteriën en schimmels.
Subtilisines worden sedert 1959 toegevoegd aan wasmiddelen. Ze helpen om eiwithoudende vlekken te verwijderen van bloed, melk, eieren enz. Ze zijn daarvoor geschikt omdat ze zeer stabiel zijn en ook actief zijn bij lage temperaturen en in alkalisch midden dat typisch is voor het wasproces. Tegenwoordig produceert men hiervoor specifieke gemodificeerde subtilisines met behulp van genetisch gemodificeerde micro-organismen.